# Maunabo
Maunabo ist eine der 78 Gemeinden von Puerto Rico. Sie liegt im Süden von Puerto Rico. Sie hatte 2019 eine Einwohnerzahl von 10.321 Personen. Mit einer fast unberührten Kultur – aufgrund der hohen Berge, die die Stadt vom Rest der Insel trennen – ist Maunabo immer noch eine sehr koloniale Stadt und das Fehlen von großen Handelsketten gibt ihr einen einzigartigen Charakter im Vergleich zum Rest der Insel.
Die unberührten Gewässer und Strände von Maunabo sind eine der Hauptattraktionen der Gemeinde.

## Geschichte
Maunabo wurde im Jahr 1799 gegründet. Maunabo leitet seinen Namen von einem Flussnamen der Taíno-Indianer „Manatuabón“ ab.
Puerto Rico wurde nach dem Spanisch-Amerikanischen Krieg von Spanien unter den Bedingungen des Pariser Vertrages von 1898 abgetreten und wurde ein Territorium der Vereinigten Staaten. Im Jahr 1899 führten die Vereinigten Staaten ihre erste Volkszählung in Puerto Rico durch und stellten fest, dass die Bevölkerung von Maunabo 6221 Einwohner betrug.

## Gliederung
Die Gemeinde ist in 10 Barrios aufgeteilt:
1. Calzada
2. Emajagua
3. Lizas
4. Matuyas Alto
5. Matuyas Bajo
6. Maunabo barrio-pueblo
7. Palo Seco
8. Quebrada Arenas
9. Talante
10. Tumbao

## Persönlichkeiten
- Eusebio Ramos Morales (* 1952), Geistlicher